# Rolf Iseli
Rolf Iseli (* 22. Januar 1934 in Bern) ist ein Schweizer Maler und Grafiker.

## Leben
Rolf Iseli wurde am 22. Januar 1934 in Bern geboren. Er besuchte von 1950 bis 1954 die Kunstgewerbeschule in Bern und absolvierte eine Ausbildung zum Lithographen. Nach der Ausbildung erhielt er 1955 ein Stipendium für einen einjährigen Aufenthalt in Paris. In Frankreich knüpfte er Kontakte zu Sam Francis. 1957 hatte Iseli seine erste Einzelausstellung in der „Galerie 33“ in Bern.
Im Jahr 1961 erwarb er ein Grundstück in Saint-Romain (Burgund) in Frankreich. Von 1962 bis 1976 unternahm er Studienreisen nach New York, Moskau und China.
Er lebt in Bern und Saint-Romain, Burgund, Frankreich.

## Werk
Bis zum Jahr 1966 malte Iseli vornehmlich Ölgemälde im Stil des Informel. Nach 1966 entstanden keine weitere Ölbilder mehr, sondern nur noch Lithografien, Kupferstiche, Aquarelle und Collagen. Ab 1969 fertigte er auch Gusseisen-Objekte mit dreidimensionaler Raumgestaltung.
Von 1971 an entstehen seine typischen Arbeiten als „Materialmalerei“ und „Erdbilder“, bei denen er Sand, Erde, Binsen und Nägel einsetzt (z. B. "Grosser Kuchen", 1971). Zudem entstehen ab Mitte der 70er Jahre grossformatige Druckgraphiken.

## Ausstellungen
Gruppenausstellungen
- 1957 Zeichnung im Schaffen junger Schweizer Künstler, Kunsthalle Bern / „La peinture abstraite en Suisse“, Musée des Beaux-Arts, Neuchâtel
- 1958 Ungegenständliche Malerei in der Schweiz, Kunstmuseum Winterthur und Kongresshalle Berlin
- 1959 documenta 2, Kassel / 1ère Biennale de Paris, Paris
- 1961 Pittsburg International Exhibition of Painting and Sculpture, Pittsburgh; USA
- 1963 7. Biennale, São Paulo
- 1968 Geschichte der Collage, Kunstgewerbemuseum Zürich
- 1969 222 junge Schweizer2, Stedelijk-Museum Amsterdam, Kunsthalle Bern
- 1970 „Das Ding als Objekt“, Kunsthalle Nürnberg, Sonja-Henie-Niels-Onstad Foundation Oslo
- 1971 „Schweizer Zeichnung im 20. Jahrhundert“, Kunstmuseum Winterthur, Staatliche Graphische Sammlung München, Kunstmuseum Bern
- 1972 documenta 5, Kassel in der Abteilung Individuelle Mythologien
- 1975 13. Biennale, São Paulo / Kunstmuseum Bern
- 1976 Drawing now, Kunsthaus Zürich
- 1977 L’identité et ses visages, Musée cantonal des beaux-arts de Lausanne
- 1978 Beginn des Tachismus in der Schweiz, Kunsthaus Zürich / Kunstverein Braunschweig
- 1979 Kunsthaus Zürich
- 1980 Printed Art. A view of two decades, The Museum of Modern Art, New York
- 1981 Le dessin Suisse 1970-1980, Musée Rath, Genf, Tel Aviv
- 1985 L’Autoportrait à l’âge de la photographie, Musée cantonal des Beaux-Arts, Lausanne, Württembergischer Kunstverein, Stuttgart 7 Apokalypse, Wilhelm Hack-Museum, Ludwigshafen am Rhein
- 1986 Konstruktion und Geste: Schweizer Kunst der 50er Jahre, Städtische Galerie im Prinz-Max-Palais, Karlsruhe, Westfälisches Landesmuseum für Kunst und Kulturgeschichte, Münster, Museum zu Allerheiligen, Schaffhausen / Mit erweitertem Auge, Kunstmuseum Bern
- 1989 Dimension: petit, Musée cantonal des beaux-arts, Lausanne / Gesichte, Museum zu Allerheiligen, Schaffhausen
- 1991 de Klee à Iseli, Galerie Krugier-Ditesheim, Genf 1995 Musée cantonal des Beaux-Arts de Lausanne, Musée des Beaux-Arts, Dole / A chacun sa montagne, Musée Jenisch, Vevey
- 1998 Fünf Schweizer in Russland, Russisches Staatsmuseum, Sankt Petersburg, Manege Moskau / Tiroler Volksmuseum, Innsbruck
- 2000 15. Triennale Originaldruckgrafik Grenchen, Kunsthaus Grenchen
- 2001 Da Kandinsky a Pollock, Museo cantonale d’arte Lugano / « Au rendez-vous des amis 2 », Mamco Genf
- 2002 Europaweit. Kunst der 60er Jahre, Städtische Galerie Karlsruhe
- 2003 Peter Stein, Rolf Iseli, Alois Lichtsteiner, Kunstmuseum Bern
- 2006 Sam Francis und Bern. Sam Francis, Samuel Buri, Franz Fedier, Rolf Iseli, Peter Stein, Kunstmuseum Bern

Einzelausstellungen
- 1957 „Galerie 33“ in Bern
- 1960 Galerie Riehentor, Basel
- 1972 Galerie Raeber, Luzern
- 1974 Ulmer Museum
- 1975 Cabinet des estampes, Genf / Das Druckgraphische Werk, Kunstmuseum Bern
- 1976 De Moorian, ’s-Hertogenbosch, Holland
- 1977 Musée des Ursulines, Mâcon
- 1978 Kunsthaus Zürich / Kunstverein Braunschweig
- 1982 Périgord 1980/81, Kunstmuseum Bern
- 1983 Rolf Iseli, Georg Baselitz, Monumental Prints, Museum of Modern Art, New York
- 1984/85 Sprengel-Museum, Hannover / Wilhelm-Hack-Museum, Ludwigshafen am Rhein / Neue Galerie der Stadt Linz
- 1985 Estampes monumentales, Cabinet des estampes, Genf
- 1987 Museum zu Allerheiligen, Schaffhausen
- 1988 Overbeck-Gesellschaft, Lübeck / Graphische Sammlung der ETH Zürich
- 1989 Das Schwarz und das Weiss, Druckgraphik, Wilhelm Hack-Museum und Städtische Kunstsammlungen, Ludwigshafen am Rhein
- 1990 Galerie Rothe, Frankfurt am Main, Galerie Philip, Paris Musée cantonal des Beaux-Arts, Lausanne
- 1992 Galerie Philip et Centre Culturel Suisse, Paris
- 1993–2005 Galerie Krugier-Ditesheim, Genf (93, 99, 05) Pinacoteca Comunale Casa Rusca, Locarno Museum zu Allerheiligen, Schaffhausen Bündner Kunstmuseum, Chur
- 1996 Galerie Lawrence Rubin, Zürich
- 1996–2001 Galerie Ditesheim, Neuchâtel, Kunsthalle Burgdorf
- 1997 Arte Fiera, Bologna
- 2001 The Hubert Goote Gallery, Zug
- 2002 Galerie Kornfeld, Zürich
- 2003 Kunstmuseum Bern
- 2006 Haus der Kunst St. Josef, Solothurn
- 2009/10 Kunstmuseum Bern

Werke in öffentlichem Besitz
- Die Schule der Gemeinde Sent erhielt von Max Huggler etliche Lithografien von Rolf Iseli geschenkt, die in der Mehrzweckhalle und Schulzimmern ausgestellt sind.[1]